# Sierzywk
Sierzywk (dodatkowa nazwa w j. kaszub. Serziwk) – osada w Polsce położona w województwie pomorskim, w powiecie bytowskim, w gminie Lipnica.
Osada kaszubska na Równinie Charzykowskiej w rejonie Kaszub zwanym Gochami.
W latach 1975–1998 miejscowość administracyjnie należała do województwa słupskiego.